# Fort III Twierdzy Modlin
Fort III (Fort Pomiechówek) – jeden z fortów Twierdzy Modlin, wzniesiony w ramach budowy pierwszego pierścienia fortów w latach osiemdziesiątych XIX wieku.
Fort wzniesiono w Pomiechówku, na wzgórzu na prawym brzegu Wkry. Podstawą dla jego projektu był wzorcowy fort „F1879”. Obiekt wzniesiono w latach 1883–1888 jako największy fort twierdzy. W okresie późniejszym był wielokrotnie modernizowany; wzniesiono między innymi nowoczesną kaponierę przeciwskarpową i tradytory międzypola. Do dzisiaj zachowały się w bardzo dobrym stanie ceglane koszary i kaponiera szyjowa.
W roku 1915 fort znajdował się na głównym kierunku niemieckiego natarcia, jednak walki o niego przypadły już na okres wygasania rosyjskiego oporu. W roku 1939 był włączony w polską pozycję obronną, po upadku twierdzy modlińskiej miejsce uwięzienia jej obrońców. W latach 1941–1945 istniało tu więzienie karno-śledcze gestapo w Forcie III w Pomiechówku, które było miejscem kaźni mieszkańców rejencji ciechanowskiej.
Obecnie fort jest własnością Agencji Mienia Wojskowego. Możliwe jest jego zwiedzanie, w zorganizowanych grupach, tylko za pośrednictwem Fundacji Park Militarny Twierdzy Modlin.